# Serge Lajeunesse
Pour les articles homonymes, voir Lajeunesse.
Serge Lajeunesse, né le 11 juin 1950 à Montréal au Canada, est un ancien joueur professionnel de hockey sur glace.

## Carrière
Il remporta deux coupes memorial avec l'équipe des Canadiens Juniors de Montréal dans l'association de hockey de l'Ontario. (aujourd'hui Ligue de hockey de l'Ontario) Il remporta aussi deux Coupes Stanley avec les Flyers
Choisi à la draft 1970 en 12e position par les Red Wings de Détroit, il commença sa carrière dans la Ligue nationale de hockey en 1970 avec la franchise du Michigan.

Il y joua jusqu'en 1976 avant d'être échangé aux Flyers de Philadelphie en retour de Rick Foley.
Il joua 103 matchs en LNH marquant 5 points.
Il termina sa carrière LNH en 1975 avec Philadelphie.

## Statistiques
Pour les significations des abréviations, voir Statistiques du hockey sur glace.
| Saison     | Équipe                      | Ligue      |     | Saison régulière | Saison régulière | Saison régulière | Saison régulière | Saison régulière |   | Séries éliminatoires | Séries éliminatoires | Séries éliminatoires | Séries éliminatoires | Séries éliminatoires |
| Saison     | Équipe                      | Ligue      | PJ  | B                | A                | Pts              | Pun              | PJ               | B | A                    | Pts                  | Pun                  |                      |                      |
| 1968-1969  | Canadien junior de Montréal | AHO        | 54  | 2                | 20               | 22               | 172              | -                | - | -                    | -                    | -                    |                      |                      |
| 1969-1970  | Canadien junior de Montréal | AHO        | 54  | 2                | 27               | 29               | 87               | -                | - | -                    | -                    | -                    |                      |                      |
| 1970-1971  | Wings de Fort Worth         | LCH        | 12  | 1                | 5                | 6                | 21               | -                | - | -                    | -                    | -                    |                      |                      |
| 1970-1971  | Red Wings de Détroit        | LNH        | 62  | 1                | 3                | 4                | 55               | -                | - | -                    | -                    | -                    |                      |                      |
| 1971-1972  | Wings de Fort Worth         | LCH        | 36  | 8                | 11               | 19               | 53               | 7                | 0 | 2                    | 2                    | 16                   |                      |                      |
| 1971-1972  | Wings de Tidewater          | LAH        | 26  | 4                | 7                | 11               | 26               | -                | - | -                    | -                    | -                    |                      |                      |
| 1971-1972  | Red Wings de Détroit        | LNH        | 7   | 0                | 0                | 0                | 20               | -                | - | -                    | -                    | -                    |                      |                      |
| 1972-1973  | Wings de la Virginie        | LAH        | 39  | 7                | 16               | 23               | 69               | 13               | 2 | 5                    | 7                    | 23                   |                      |                      |
| 1972-1973  | Red Wings de Détroit        | LNH        | 28  | 0                | 1                | 1                | 26               | -                | - | -                    | -                    | -                    |                      |                      |
| 1973-1974  | Robins de Richmond          | LAH        | 75  | 28               | 17               | 45               | 96               | 5                | 0 | 5                    | 5                    | 2                    |                      |                      |
| 1973-1974  | Flyers de Philadelphie      | LNH        | 1   | 0                | 0                | 0                | 0                | -                | - | -                    | -                    | -                    |                      |                      |
| 1974-1975  | Robins de Richmond          | LAH        | 66  | 11               | 18               | 29               | 58               | 7                | 2 | 1                    | 3                    | 4                    |                      |                      |
| 1974-1975  | Flyers de Philadelphie      | LNH        | 5   | 0                | 0                | 0                | 2                | -                | - | -                    | -                    | -                    |                      |                      |
| 1975-1976  | Robins de Richmond          | LAH        | 57  | 7                | 17               | 24               | 42               | 3                | 0 | 0                    | 0                    | 2                    |                      |                      |
| Totaux LAH | Totaux LAH                  | Totaux LAH | 263 | 57               | 75               | 132              | 291              | 28               | 4 | 11                   | 15                   | 31                   |                      |                      |
| Totaux LNH | Totaux LNH                  | Totaux LNH | 103 | 1                | 4                | 5                | 103              | -                | - | -                    | -                    | -                    |                      |                      |